# Megasema
Megasema är ett släkte av fjärilar. Megasema ingår i familjen nattflyn.

## Dottertaxa tillMegasema, i alfabetisk ordning[1]
- Megasema adducta
- Megasema adela
- Megasema albinotica
- Megasema aldani
- Megasema apronia
- Megasema arenaria
- Megasema argentea
- Megasema artvina
- Megasema ashworthii
- Megasema avellanea
- Megasema basilinea
- Megasema bolteri
- Megasema brevipennis
- Megasema burraui
- Megasema caelebs
- Megasema calcinia
- Megasema candelarum
- Megasema candelisequa
- Megasema cnigrum
- Megasema colorado
- Megasema crassipuncta
- Megasema cruda
- Megasema degenerata
- Megasema depravata
- Megasema deraiota
- Megasema descripta
- Megasema desiderata
- Megasema ditrapezium
- Megasema dolosa
- Megasema durandi
- Megasema excavata
- Megasema fritschi
- Megasema fuscolimbata
- Megasema grisea
- Megasema ignorata
- Megasema immaculata
- Megasema inalpina
- Megasema insulata
- Megasema intermedia
- Megasema inuitica
- Megasema isolata
- Megasema jotunensis
- Megasema kollari
- Megasema kurilana
- Megasema lactescens
- Megasema lalle
- Megasema latinigra
- Megasema maculata
- Megasema maerens
- Megasema moeschleri
- Megasema molisana
- Megasema montana
- Megasema nigrescens
- Megasema nisseni
- Megasema nivescens
- Megasema nunatrum
- Megasema obscura
- Megasema obscurior
- Megasema orientalis
- Megasema ottonis
- Megasema pachnobides
- Megasema pallida
- Megasema pelita
- Megasema plumbata
- Megasema praetermissa
- Megasema propitia
- Megasema rosea
- Megasema rubrescens
- Megasema rufescens
- Megasema scropulana
- Megasema semiconfluens
- Megasema sigma
- Megasema signata
- Megasema singularis
- Megasema staudingeri
- Megasema stupenda
- Megasema stupens
- Megasema subgrisea
- Megasema sublima
- Megasema suffusa
- Megasema triangulum
- Megasema tristigma
- Megasema troubridgei
- Megasema tundrana
- Megasema umbrata
- Megasema unimacula
- Megasema unimaculata
- Megasema vallesiaca
- Megasema virgata
- Megasema wockei